# 하규원
윤선아 (1991년 4월 1일 ~ )은 대한민국의 배우이다. 본명은 방선화이다.

## 출연작

### 드라마
| 연도 | 방송사 | 제목            | 역할   | 비고 |
| ---- | ------ | --------------- | ------ | ---- |
| 2012 | SBS    | 드라마의 제왕   | FD     |      |
| 2013 | KBS2   | 굿 닥터         | 김혜진 |      |
| 2014 | tvN    | 꽃할배 수사대   | 이지현 |      |
| 2015 | MBN    | 엄마니까 괜찮아 | 송나은 |      |
| 2025 | Wavve  | 리버스          | 안승희 |      |

## 학력
- 한국외국어대학교 노어과

## 광고
- 2021년 르노코리아 XM3
- 2022년 케이뱅크
- 2022년 센트룸

1. ↑  과거 하규원이라는 예명을 사용하였다.